# Fâșca, Vînohradiv
Fâșca (în ucraineană Фанчиково, transliterat: Fanciîkovo, în maghiară Fancsika) este localitatea de reședință a comunei Fâșca din raionul Vînohradiv, regiunea Transcarpatia, Ucraina.

## Demografie
Componența lingvistică a localității Fâșca
     Ucraineană (62,26%)
     Maghiară (37,06%)
     Alte limbi (0,68%)
Conform recensământului din 2001, majoritatea populației localității Fâșca era vorbitoare de ucraineană (62,26%), existând în minoritate și vorbitori de maghiară (37,06%).